# Strada statale 614 della Maielletta
La strada statale 614 della Maielletta (SS 614), già strada provinciale 220 ex SS 614 della Maielletta (SP 220), è una strada statale italiana, il cui percorso si snoda in Abruzzo.

## Percorso
La strada è posta all'interno del parco nazionale della Maiella, ha inizio dalla strada statale 539 di Manoppello nei pressi di Pretoro, sale fino a Passolanciano (1300 m s.l.m.) e termina sulla strada statale 5 Via Tiburtina Valeria nei pressi di Scafa. Da Passolanciano lo storico percorso proseguiva fino alla Maielletta (1600 m s.l.m.) e poi al rifugio Bruno Pomilio, infine fino alla cima suddetta.

## Storia

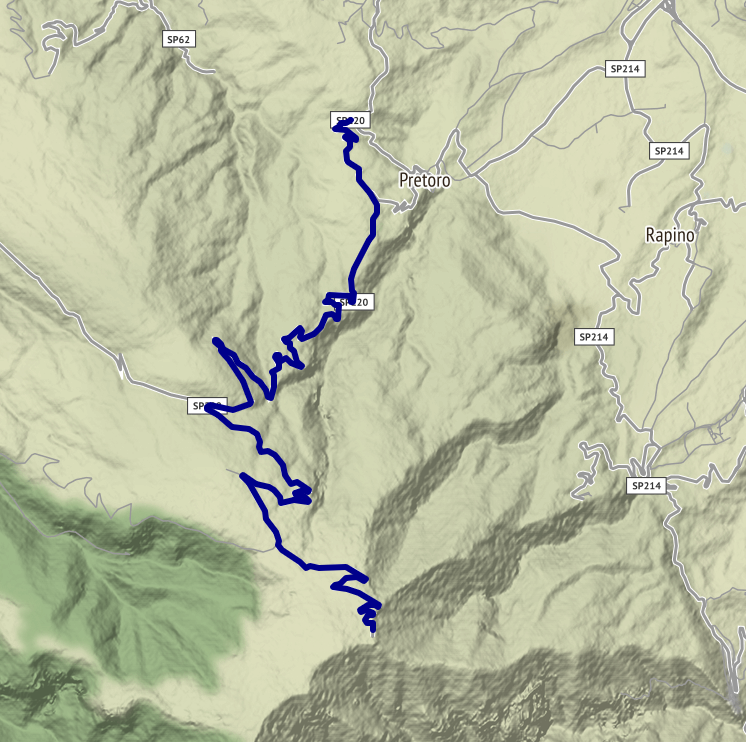
Il tracciato originale

Venne istituita col decreto del Ministro dei lavori pubblici del 4 giugno 1970, con i seguenti capisaldi d'itinerario: "Innesto con la strada statale n. 539 - Passo Lanciano - Rifugio Blockhaus".
In seguito al decreto legislativo n. 112 del 1998, dal 2001 la gestione è passata dall'ANAS alla Regione Abruzzo che ha provveduto al trasferimento dell'infrastruttura al demanio della Provincia di Chieti.
Successivamente con il decreto del Presidente del Consiglio dei Ministri del 20 febbraio 2018, la strada torna nel novero delle strade statali, ma con percorso modificato, non contenendo il vecchio tracciato da Passolanciano fino alle cime montane e incorporando la ex SP 60, per un totale di 26,6 km fino a Scafa.